# Nedožery-Brezany
Nedožery-Brezany ist eine Doppelgemeinde in der West-Mitte der Slowakei, mit 2054 Einwohnern (Stand 31. Dezember 2024). Sie gehört zum Okres Prievidza, einem Kreis der höheren Verwaltungseinheit Trenčiansky kraj.

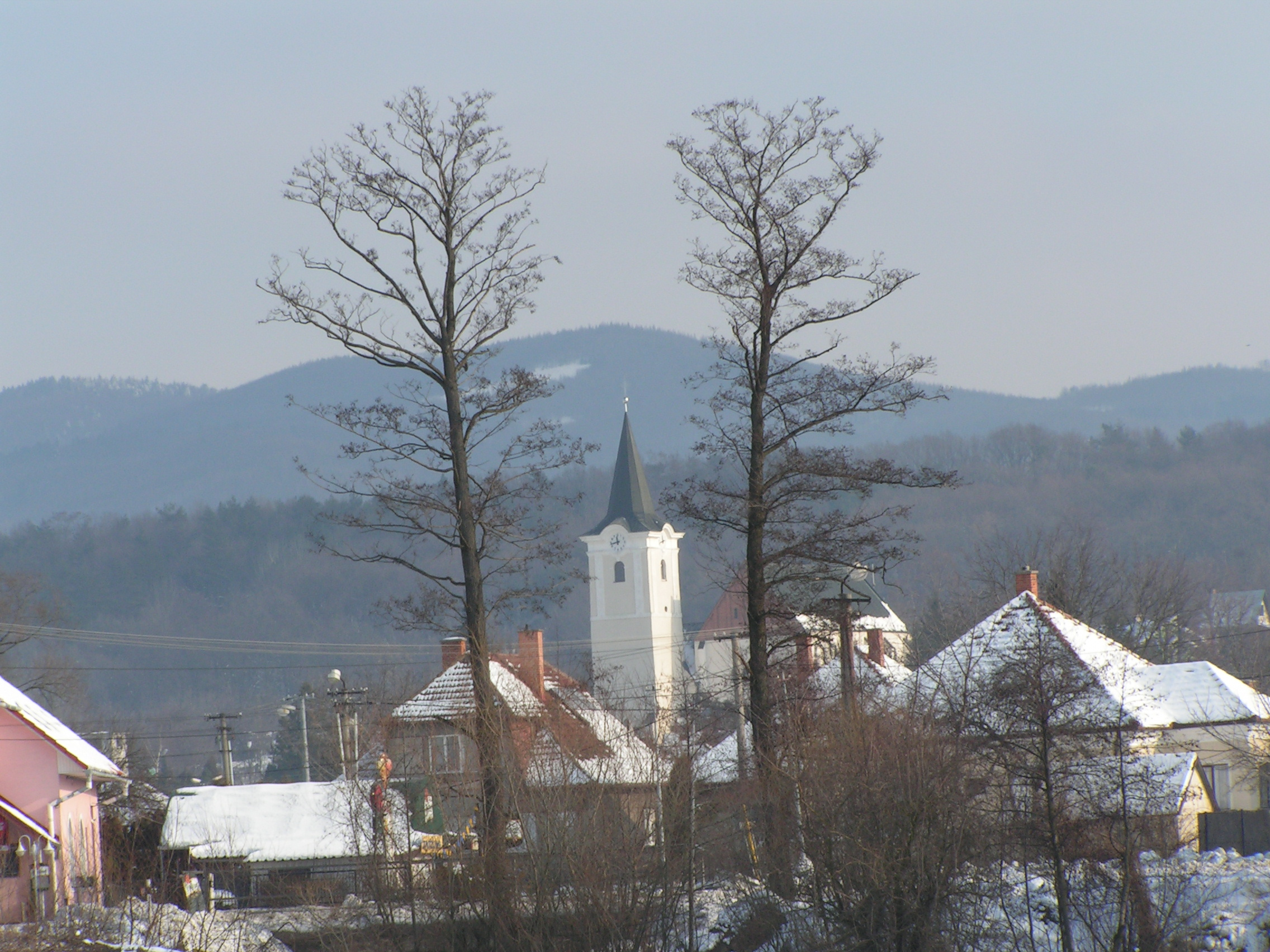

## Geographie
Nedožery-Brezany liegt im Talkessel Hornonitrianska kotlina (wörtlich Oberneutraer Talkessel) am Oberverlauf des Flusses Nitra. Östlich der Gemeinde erhebt sich das Gebirge Žiar. Die Gemeinde ist etwa vier Kilometer von Prievidza entfernt.
Verwaltungstechnisch gliedert sich die Gemeinde in Gemeindeteile Brezany und Nedožery.

## Geschichte
Die heutige Gemeinde entstand 1964 durch Zusammenschluss bisher selbständiger Orte Brezany (ungarisch Berzseny) und Nedožery (deutsch Untermaut, ungarisch Nádasér).
Nedožery wurde zum ersten Mal 1264 schriftlich erwähnt und war bis zum 19. Jahrhundert Standort einer Mautstelle.
Die erste schriftliche Erwähnung von Brezany stammt aus dem Jahr 1267.

## Bevölkerung
| Jahr                | 1994 | 2004    | 2014    | 2024    |
| ------------------- | ---- | ------- | ------- | ------- |
| Anzahl der Personen | 1828 | 1940    | 2110    | 2054    |
| Unterschied         |      | +6,12 % | +8,76 % | −2,65 % |

| Jahr                | 2023 | 2024    |
| ------------------- | ---- | ------- |
| Anzahl der Personen | 2062 | 2054    |
| Unterschied         |      | −0,38 % |